# فرد هایسه
فرد هایسه (به انگلیسی: Fred Wallace Haise, Jr.) فضانورد اهل ایالات متحده آمریکا است که در ۱۴ نوامبر ۱۹۳۳ میلادی در بیلاکسی، میسیسیپی زاده شد. وی در مأموریت آپولو ۱۳، حضور داشته است.